# Principio de la no presunción de solidaridad
En el artículo 1 137 del Código Civil español se establece el principio de la no presunción de solidaridad, en caso de concurrencia de acreedores y deudores. Esta regla ya existía en el Derecho romano, pasando a través del Derecho intermedio a diversos códigos civiles del siglo XIX, entre los que se encuentra el francés (artículo 1 202: «la solidaridad nunca se presume; deberá ser expresamente estipulada»), el portugués (artículo 513: «la solidaridad de los deudores o acreedores solo existe cuando resulte de la ley o de la voluntad de las partes»)

La concurrencia de dos o más acreedores o de dos o más deudores en una sólo obligación no implica que cada uno de aquéllos tenga derecho a pedir, ni cada uno de éstos deba prestar íntegramente, las cosas objeto de la misma. Sólo habrá lugar a esto cuando la obligación expresamente lo determine, constituyéndose con el carácter de solidaria.
«Artículo 1.137 del CC»

- Datos: Q6086707